# For'a scola
For'a scola è il primo album del cantante napoletano Gigi Finizio con l'etichetta D.V. More Record, pubblicato nel 1974.

## Tracce
1. For 'a scola
2. A bella d' 'e belle
3. Nzieme a tte
4. Dimme
5. Miracolo d'ammore
6. Ti scrivo addio
7. Scordame
8. Sera 'e Natale
9. Topolina
10. Cuperta 'e vierno
11. Travoltino 'o ballerino
12. L'urdema lettera
13. Povero cicci bacco